# Grand Nouméa

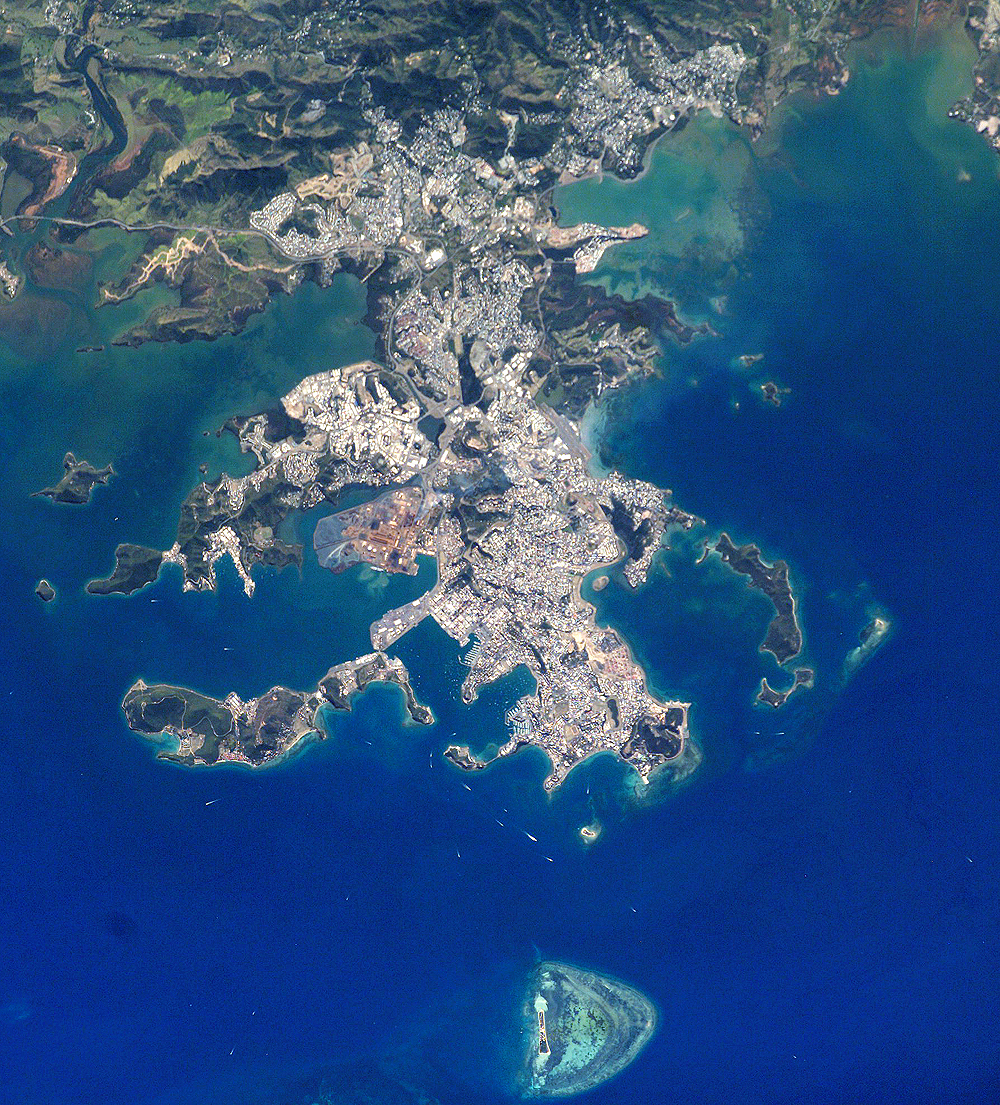
Image satellite du Grand Nouméa

Le Grand Nouméa est le nom donné à l'entité territoriale homogène (ETH) ainsi qu'à l'intercommunalité (Syndicat intercommunal du Grand Nouméa) centrées sur le chef-lieu de la Nouvelle-Calédonie, Nouméa, et correspondant, globalement, à son aire urbaine ou aire d'attraction. Situé sur la côte sud-ouest de la Grande Terre, en Province Sud, il comprend quatre communes : Nouméa, Le Mont-Dore, Dumbéa et Païta. Ces quatre communes étaient peuplées en 2019 de 182 341 habitants.

## Démographie et étalement urbain

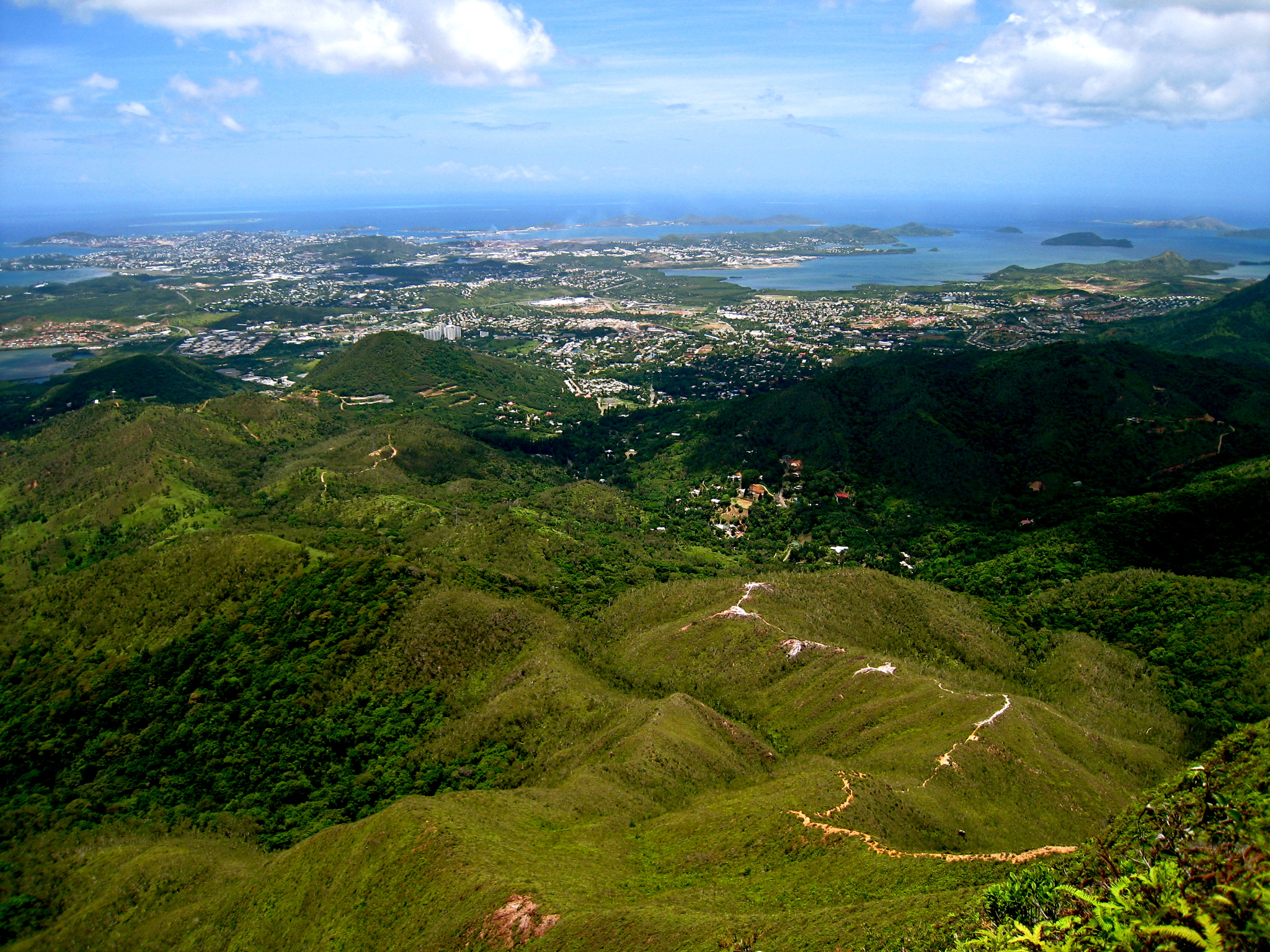
Vue de l'étalement urbain dans l'agglomération nouméenne, depuis le pic Malaoui dans les monts Koghi à Dumbéa.

Au recensement de 2014, les quatre communes du Grand Nouméa totalisaient 179 509 habitants, soit près de 90 % (89,76 %) de la population de la Province Sud et les 2/3 (66,79 %) de celle de la Nouvelle-Calédonie (respectivement 89,46 % et 66,67 % en 2009). 
Alors qu'elle ne comptait encore qu'à peine 25 000 habitants à la fin des années 1950 (25 204 en 1956), elle a connu une croissance particulièrement importante et soutenue dans la seconde moitié du XXe siècle. Sa croissance annuelle moyenne était ainsi encore de 3,1 % entre 1989 et 1996, de 2,9 % entre 1996 et 2009 et de 1,93 % entre 2009 et 2014. 
Néanmoins, elles couvrent également une superficie plutôt vaste, soit 1 643 km2 et une densité moyenne relativement faible pour une aire urbaine de 109,26 hab/km2. Cette donnée est toutefois à relativiser du fait de la grande superficie des communes qui composent le Grand Nouméa, communes étant encore largement, d'un point de vue surfacique, rurales. 
Le Grand Nouméa se caractérise d'ailleurs par une faible fragmentation municipale qui devrait en favoriser la planification, toutefois, la cohérence du territoire n'est pas encore affirmée et les opérations d'urbanisation sur la commune de Païta ne manquent pas d'inquiéter quant à une périurbanisation incontrôlée. 

### Répartition de la population
La population des quatre communes se répartit ainsi en 2014 :
- Nouméa : 99 926 habitants sur 45,7 km2, soit une densité de 2 186,6 hab/km2 et 55,67 % de la population de l'agglomération sur à peine 3 % de son territoire. Son poids dans l'aire urbaine n'a pourtant cessé de décliner au profit des communes de banlieue : alors qu'elle représentait encore 88,2 % des habitants du Grand Nouméa en 1956, elle n'en constituait déjà plus que 75,4 % en 1976, 66,7 % en 1989, 64,2 % en 1996, 62,5 % en 2004 et 59,6 % en 2009. Sa croissance annuelle moyenne était de 2,45 % de 1989 à 1996, de 1,91 % de 1996 à 2009 et 0,48 % de 2009 à 2014. La continuité du bâti[3] s'étend sur 37,15 km2, soit plus de 80 % de son territoire, et alors qu'il ne s'étendait en 1978 que sur 24 km2[4].
- Dumbéa : 31 812 habitants (17,72 % du Grand Nouméa) sur 254,6 km2, soit une densité de 124,95 hab/km2, quand un recensement complémentaire mené en 2012 établissait la nouvelle population communale à 26 779 personnes soit 105,18 hab/km2[5]. Il s'agit de la commune qui a connu la plus forte croissance dans les années 1960 (avec une croissance annuelle moyenne de 30,3 % entre 1963 et 1969, Dumbéa ne comptait encore que 463 habitants en 1963 ce qui en faisait la 4e commune la moins peuplée du Territoire), 1970 (31,6 % annuellement entre 1969 et 1976 puis 4,6 % entre 1976 et 1983) et 1980 (13,6 % en moyenne par an entre 1983 et 1986). Cette évolution reste ensuite marquée puisque la dynamique d'expansion urbaine concerne toujours la partie occidentale de Dumbéa avec de nouvelles zones d'aménagement concertées (Dumbéa-sur-mer, Panda, Nakutakoin, Katiramona), tout en s'étendant désormais au-delà des limites de la commune vers Païta (5,45 % entre 1989 et 1996 puis 5,66 % entre 1996 et 2009 et 6,4 % entre 2009 et 2014). Le tissu urbain s'étend essentiellement dans le sud de la commune, dans les quartiers de Cœur de Ville, Koutio et Auteuil qui constituent désormais le « centre urbain » de la commune, avec l'ouverture prévue à la fin de l'année 2016 du nouvel hôtel de ville à l'emplacement de l'ancienne mairie annexe de Koutio ou encore du médipôle de Koutio, mais aussi, et de manière plus ancienne, avec la présence de la galerie commerciale Kenu'in et de son hypermarché Carrefour, de la piscine municipale, de la médiathèque et du collège de Koutio, le lycée du Grand Nouméa ou encore du siège du Syndicat intercommunal à vocation multiple du Grand Nouméa. Ils regroupent 18 057 résidents en 2014 sur environ 7 km2, à savoir 56,76 % des habitants de Dumbéa (67,4 % en 2009) sur 2,7 % de son territoire (et une densité de quelque 2 580 hab/km2). Ce centre s'est étendu vers l'ouest à la fin des années 2000 et dans les années 2010, dans les Zones d'aménagement concertées de Dumbéa-sur-mer (déjà 1 095 habitants en 2009 puis 3 686 en 2014 sur environ 5 km2 qui ne sont pas encore entièrement aménagés, soit 737 hab/km2) et de Panda dans le secteur de la Plaine Adam (3 063 personnes en 2014 sur 2,5 km2 soit quelque 1 225 hab/km2). Au total, la partie de Dumbéa totalement intégrée dans le tissu urbain continu du Grand Nouméa (c'est-à-dire avec un bâti continu avec Nouméa) cumulent en 2014 24 806 habitants, soit plus des trois-quarts de la population communale (77,98 %) sur 5,7 % de son territoire et une densité de 1 711 hab/km2. S'y ajoutent quelques lotissements périurbains récents : Nakutakoin (765 résidents en 2009, 785 en 2014) à l'ouest, et celui de Katiramona sud (2 458 personnes en 2009, 2 468 en 2014) au nord-ouest. Il s'agit donc, en dehors de Nouméa, de la municipalité la plus urbaine de Nouvelle-Calédonie.
- Mont-Dore : 27 155 habitants (15,13 % du Grand Nouméa) sur 643 km2, soit une densité de 42,2 hab/km2. Sa croissance annuelle moyenne, encore forte entre 1989 et 1996 (3,85 %), s'est relativement tassée depuis 1996 (1,64 % entre 1996 et 2009 puis 1,15 % entre 2009 et 2014), ce qui lui fait perdre le statut de deuxième commune la plus peuplée de l'archipel au profit de Dumbéa en 2014. Mais les banlieues disposant d'un bâti continu avec Nouméa ne couvrent que le nord-ouest de la commune, soit les quartiers de Yahoué, Pont-des-Français, Conception, Robinson, Boulari et Saint-Michel, comprenant 13 485 habitants en 2009 et 14 298 personnes en 2014 (soit 52,65 % de la population de la commune) sur environ 19 km2 (et donc 3 % de la superficie totale du Mont-Dore et une densité de 752,5 hab/km2). Il s'agit des zones périurbaines les plus anciennement insérées dans l'agglomération nouméenne. À celles-ci peuvent s'ajouter des zones plus éloignées, moins denses mais qui constituent néanmoins des agglomérations secondaires, nées d'un phénomène de rurbanisation, avec tout d'abord les quartiers de Saint-Louis et La Coulée (4 904 habitants sur 95,4 km2, soit 51,4 hab./km2), d'autre part ceux du Vallon-Dore et de Mont-Dore-Sud (4 653 résidents sur 12 km2, donc 388 hab./km2) et enfin Plum (2 729 personnes sur 30 km2, soit 91 hab./km2).
- Païta : 20 616 habitants (11,48 % du Grand Nouméa) sur 699,7 km2, soit une densité de 29,46 hab/km2, alors qu'un recensement complémentaire mené en 2012 établissait encore la population communale à 18 120 personnes soit 25,9 hab/km2[5]. Dernière commune du Grand Nouméa touchée par l'expansion urbaine, notamment du fait du phénomène de rurbanisation, elle est, depuis la fin des années 1990, la commune la plus dynamique démographiquement avec Dumbéa : sa croissance annuelle moyenne fut ainsi de 5,8 % entre 1996 et 2009 et de 5,2 % entre 2009 et 2014. L'étalement du bâti s'est surtout fait sous la forme de lotissements d'habitats individuels se développant en « doigt de gant » le long de la voie express n°2 (ou Savespress) au sud-est, avec les logements sociaux de Julisa ou les résidences pavillonnaires de Savannah, Val Boisé, Beauvallon et Naïa. Elle reste toutefois particulièrement rurale, avec toujours 193 agriculteurs enregistrés auprès de la Chambre d'agriculture en 2007, et bien que ce chiffre soit légèrement en baisse (ils étaient 223 en 2001). De plus, le bâti n'est pas encore totalement continu avec celui des quartiers de Nakutakoin et Dumbéa-sur-mer, ni avec ceux de Koutio et Cœur de Ville, la basse vallée de la Dumbéa servant encore de rupture dans l'agglomération.

La partie urbaine agglomérée du Grand Nouméa ne s'étend donc que sur la commune de Nouméa et une partie du Mont-Dore et de Dumbéa, soit 139 030 habitants en 2014 sur 70,65 km2 de bâti continu et une densité d'environ 1 968 hab/km2. L'unité urbaine de Nouméa, si l'Insee l'avait définie, engloberait quant-à-elle ces trois communes, soit 147 365 habitants en 2009 et 158 893 en 2014.

### Emploi et mouvements pendulaires
La ville-centre (Nouméa) reste, et de loin, le pôle économique de l'agglomération, avec plus de 90 % des nouvelles offres d’emploi qui y sont concentrées. Ainsi, sur 31 628 entreprises enregistrées au  RIDET pour le Grand Nouméa en 2008, 73,6 % sont encore concentrées dans la commune de Nouméa (74,5 % en 2004), alors que n'y résidait en 2004 que 64,2 % de la population active de l'agglomération (et 65 % des actifs occupés de l'aire urbaine). Par conséquent, Nouméa héberge un volume d’emplois supérieur à son volume d’actifs occupés résidents (son ratio emplois/actifs occupés  était de 1,26 en 2002), reléguant les communes périphériques au rôle de réserve de main d'œuvre (ce même ratio était ainsi de 0,41 au Mont-Dore et surtout de 0,35 à Dumbéa, Païta s'en sortant mieux avec une moyenne de 7 emplois pour 10 actifs occupés grâce à la présence de l'Aéroport international de La Tontouta ou du maintien d'une forte activité agricole). En 2009, la part de la population active travaillant à Nouméa s'élevait à plus des deux tiers (67,6 %) à Dumbéa, à 53,3 % au Mont-Dore et 51,3 % à Païta (comparativement, seulement 9,3 % des actifs résidant dans la ville-centre avaient leur emploi dans une autre commune, et plus précisément 7,8 % dans le reste du Grand Nouméa). Ces chiffres démontrent également que Boulouparis et Yaté sont de plus en plus absorbées par l'aire urbaine du Grand Nouméa puisque les chiffres du recensement de 2009 montrent une proportion d'actifs résidents travaillant à Nouméa ou dans ses trois communes de banlieue proches de 40 % (35,9 % à Boulouparis, 35,6 % à Yaté).   
Néanmoins, ce déséquilibre a tendance à se réduire légèrement avec de plus en plus d'établissements créés en banlieue : de 2004 à 2008, le parc d'entreprises a ainsi augmenté de 36,5 % à Nouméa, de 36,8 % au Mont-Dore, de 45,5 % à Dumbéa et surtout de 53,9 % à Païta. De nombreux projets réalisés ou en cours d'élaboration depuis les années 2000 visent de plus à empêcher la transformation des périphéries nouméennes en communes « dortoirs » : l'usine de Goro à l'extrémité sud du Mont-Dore, la construction du médipôle de Koutio à Dumbéa ou l'agrandissement de l'Aéroport international à Païta, entre autres.
Quoi qu'il en soit, la concentration du bassin d'emploi à Nouméa explique les importants mouvements pendulaires quotidiens, entraînant l'engorgement des principales voies de communication convergeant vers le centre-ville (la VDO vers Koutio et Païta, la RT 1 vers Dumbéa nord et la VDE ou la RP 1 vers le Mont-Dore) aux heures de pointe (entre 7 h et 8 h le matin et entre 17 h et 18 h le soir). Ainsi, s'il ne faut en heure creuse que 5 minutes et 50 secondes pour parcourir les 7 kilomètres de VDO qui séparent Koutio au quai Jules Ferry (en bordure du centre-ville), à une vitesse moyenne de 73 km/h, il faut environ 4 fois plus de temps (22 minutes et 40 secondes) pour effectuer le même parcours en heure de pointe, à une vitesse cette fois-ci réduite à 19 km/h. Le nombre limité de routes à quatre voies (la RP1 et la VDE sont toutes les deux de simples deux voies) et l'absence de réels axes transversaux reliant ces pénétrantes augmentent considérablement le phénomène d'étranglement du centre-ville. De même, les transports en commun publics sont inadaptés (avec trois réseaux différents pour l'agglomération : Karuïa pour la commune de Nouméa et géré par la ville jusqu'à la création du syndicat mixte des transports urbains, CarSud pour l'agglomération et géré par la Province Sud, et Transco pour le ramassage scolaire géré par un syndicat intercommunal ; de plus, les services finissent tôt, vers 19 heures, et sont largement réduits les week-ends, tombant à 45-50 % de bus pour Karuïa et jusqu'à 21 % pour CarSud le dimanche), peu fiables (avec de nombreux retards enregistrés sur le réseau CarSud en 2007, avec, sur l'ensemble de la journée, 23 % d'autocars dépassant les 6 minutes au-delà de l'horaire, ce chiffre montant à 38 % en heures de pointe, l'absence de voies réservées et le fait que les bus n'ont pas, contrairement à ce qui est pratiqué en métropole, la priorité aux carrefours les mettant fortement à la merci de la circulation) et relativement chers (le prix du billet unitaire est ainsi, pour CarSud et Karuïa, de 200 Francs CFP, ou environ 1,68 €, soit plus que le tarif maximum pratiqué dans une agglomération de plus de 100 000 habitants en métropole, à savoir 1,6 € ; de plus, les offres forfaitaires sont souvent peu avantageuses, surtout sur le réseau Karuïa qui n'offre pas, contrairement à CarSud, de carte hebdomadaire, tandis que le prix unitaire du billet pour l'offre mensuelle est le même que pour la carte 10 tickets - Multipass, soit 165 F CFP ou 1,38 €).   
Pour y remédier, l'idée d'une voie rapide qui relierait la voie de dégagement ouest à la vallée des Colons en passant par la vallée du Tir et les abords de la route stratégique, a été avancée depuis 2002. Ce projet, baptisé « Tangentielle Est », n'a pas encore été concrétisé aujourd'hui même si plusieurs aménagements réalisés depuis peuvent être considérés comme des prémices à son élaboration, comme le rond-point des deux vallées au carrefour entre la route des deux vallées (reliant déjà la vallée du tir à la vallée des colons) et la route stratégique et la future transformation de ces axes en des 2x2 voies. 
Également afin de répondre à ce problème de l'engorgement de la Voie de dégagement ouest, des feux de circulation ont été installés sur le rond-point du général Patch  (dit du Pacifique) et mis en service depuis le 18 février 2008. Ce dernier rond-point a finalement été totalement supprimé au début de l'année 2011. 
Toutefois, le rond-point Berthelot (ou Mageco, ou de Doniambo) reste un problème majeur pour la circulation, les comptages réalisés par les services de la circulation faisant état d'un trafic pouvant monter jusqu'à 2 950 véhicules passant par heure au niveau de ce carrefour giratoire au moment de la sortie des bureaux (16h30 - 18h30) dans le sens Nouméa - extérieur, soit seulement 50 véhicules de moins que le seuil de la paralysie complète estimé à quelque 3 000 véhicules par heure. Pour l'instant, aucun projet concret n'a été engagé pour remédier à cette situation, si ce n'est établir des horaires de fermeture des axes provenant de la Vallée du Tir et des lotissements de la SLN (soit les axes transversaux coupant la voie de dégagement au niveau du rond-point) aux heures de pointe. Néanmoins, de plus en plus de spécialistes de la circulation urbaine ainsi que de dirigeants politiques de la ville ou de la province envisagent l'idée de transformer ce carrefour en un échangeur, en conservant le rond-point pour ceux désirant se répartir dans les quartiers limitrophes mais en y rajoutant un autopont pour les véhicules continuant sur la voie rapide. Il s'agit toutefois d'un projet relativement cher, estimé entre 800 millions et 1 milliard de Francs pacifique (soit entre 6,7 et 8,38 millions d'euros), et qui pose en plus la question de la gestion de la circulation durant les travaux, pour des améliorations à moyen et long terme pour le moins discutables. Surtout, un tel aménagement favoriserait l'utilisation de la voiture et contredirait les recommandations du Plan d'Aménagement et de Développement Durable du Grand Nouméa.
Durant les élections municipales de 2008 à Nouméa, l'amélioration de la circulation a été un des thèmes majeures de la campagne, plusieurs des listes candidates proposant le développement de transports en commun en site propre : notamment « Changer, c'est capital(e) » de Sonia Lagarde, arrivée en seconde position, avait proposé la création d'un tramway qui relierait le futur centre urbain de Dumbéa-sur-mer au centre-ville en passant par le futur « médipôle » de Koutio à l'entrée de la ville, sur un trajet de 12 kilomètres et pour un coût estimé à 3 milliards de francs CFP (25,14 millions d'euros).
Un schéma de cohérence de l'agglomération nouméenne (SCAN) couplé à un plan de déplacement de l’agglomération nouméenne (PDAN) est adopté le 12 août 2010. Ils visent à développer les transports en commun et limiter la longueur et la durée des déplacements des habitants de l’agglomération depuis leur domicile jusqu’à leur travail. Ils prévoient pour cela la création d'une Autorité d’organisation des transports coordonnant les activités des acteurs dans ce domaine dans le Grand Nouméa (effective le 1er septembre suivant sous la forme d'un syndicat mixte, avec surtout pour but la mise en place d'un billet unique sur les deux réseaux, celui de la ville de Nouméa Karuïa Bus et celui provincial CarSud), mais aussi l'installation d'un transport en commun en site propre et de navettes maritimes reliant le centre urbain à sa banlieue. Toutefois, les actions provinciales à court terme, inscrites dans une logique d'amélioration de la circulation des seules voitures au travers du plan Sud Express apparaissent contradictoires avec ce plan de transport avec les projets controversés de l'échangeur de l'Étrier ou de dénivellation du carrefour Berthelot.

## Planification territoriale
Afin de faire face à ces difficultés, les quatre communes de l'agglomération et la Province Sud, sous l'impulsion de l'État, ont décidé de lancer une réflexion à l'échelle intercommunale au travers de deux documents stratégiques, le SCAN, Schéma de Cohérence de l'Agglomération Nouméenne, et le PDAN, Plan de Déplacement de l'Agglomération Nouméenne. Ces documents ont notamment mené à l'élaboration d'un Plan d'Aménagement et de Développement Durable du Grand Nouméa. Les autres documents produits par ces documents ne sont toujours pas rendus publics en dépit de leur validation par les différents organes municipaux et provinciaux.
Le SCAN et le PDAN proposent des stratégies pour le développement urbain de l'agglomération. Ces documents suivent notamment quatre objectifs:
- Maîtriser l’urbanisation du Grand Nouméa dans une approche environnementale globale ;
- Opérer un rééquilibrage spatial et social pour une agglomération plus équitable et plus efficace économiquement par la mise en œuvre d'une armature urbaine articulée autour d'une centralité principale (Nouméa) et de pôles d'appui ;
- Améliorer les déplacements avec comme mesure phare la réalisation d'un transport collectif en site propre ;
- Se donner les moyens de mettre en œuvre le SCAN-PDAN.

Toutefois, certaines incohérences, contradictions et inquiétudes peuvent être formulées vis-à-vis des plans établis.
1. Les documents sont peu abordables au Grand Public et leur élaboration a été opaque ;
2. Le système de déplacement préconisé est de nature à favoriser l'étalement urbain en abandonnant la périphérie de la ville à la voiture ;
3. Aucune politique foncière n'a été établie ;
4. Le développement commercial annoncé rend peu réaliste la création de pôles secondaires favorisant une ville des proximités ;
5. Les politiques à court terme menées par les collectivités sont contradictoires avec les orientations du SCAN et du PDAN (entre autres construction d'infrastructures uniquement routières par la Province Sud, incohérences dans la volonté de ne pas densifier la ville de Nouméa, projets pléthoriques de stationnements en centre-ville de Nouméa) ;
6. Modèle de gouvernance de l'agglomération peu démocratique ;
7. Absence de stratégie d'appropriation de l'espace urbain par les populations, en particulier par les populations océaniennes ;
8. Insuffisance des actions de promotion des modes doux à court terme ;
9. Limitation du champ d'action de la planification à la tache urbaine actuelle alors que le développement ne tardera pas à en déborder ;
10. Développement multipolaire possiblement au détriment du transport collectif ;
11. Absence de réflexions sur le développement économique de l'agglomération ;
12. Stratégies d'évaluation de la planification inexistantes.

## Gouvernance de l'agglomération et intercommunalité
Actuellement, le Grand Nouméa n'a aucune existence officielle réelle, même si les communes qui le composent se sont groupés au sein de plusieurs SIVU (aujourd'hui il n'en reste qu'un, pour les transports scolaires) et d'un SIVOM, le syndicat intercommunal du Grand Nouméa (SIGN). Les actions prennent également une forme concertée et contractuelle, avec les Contrats d'agglomération signés depuis 2000 avec l'État et la province Sud. Cette dernière reste de plus compétente dans de nombreux domaines concernant l'agglomération, notamment les transports en commun intercommunaux. 

### Structures existantes
Les structures intercommunales actuelles comprennent 1 syndicat mixte et 1 SIVOM, tandis que trois SIVU ont existé jusqu'en 2010. 

#### Les anciens SIVU
Deux SIVU ont disparu le 1er juillet 2010, leurs compétences étant reprises par le SIVOM « Syndicat intercommunal du Grand Nouméa » :
- le SIVU des eaux du Grand Nouméa (EGN) créé en 1998 pour l'approvisionnement en eau de l'agglomération, et qui a surtout engagé, à partir de 1998, la construction d'un « Grand Tuyau » de 46 km de long et de 1 m de diamètre acheminant l'eau depuis des stations de pompage par puits de forage sur le cours souterrain du fleuve de la Tontouta, à la limite nord de Païta. Ce « grand tuyau » est installé à partir de 2000 le long de la RT1 et de la Voie express 2[18] et est géré par la Société anonyme des eaux de Tontouta (SADET), filiale de la Calédonienne des eaux et donc également du groupe Suez[19].
- le SIVU pour le Traitement des déchets ménagers (TOM) créé en 2005. Il a assuré la mise en place de l'Installation de stockage des déchets (ISD) de Gadji pour remplacer le centre d'enfouissement technique (CET) de Ducos à Nouméa et du Mont-Dore. L'exploitation de ces derniers, dont l'engorgement (surtout celui de Ducos, qui accueillait 100 000 tonnes de déchets par an, soit 90 % de la production totale de la zone urbaine[20]) avait nécessité la recherche d'un nouveau site d'enfouissement, s'est arrêtée en octobre 2007, mais ils servent toujours de centre de transit et de tri[21],[22].

Le dernier SIVU est dissous le 1er septembre 2010. Il s'agissait de celui des Transports scolaires (Transco), créé en 1996 en remplacement d'une association, elle aussi appelée Transco, pour assurer le ramassage et le transport des élèves du secondaire sur l'ensemble du Grand Nouméa, soit 10 % de l'offre de réseau d'autobus de l'agglomération. Ses droits et obligations sont transférées au nouveau Syndicat mixte des Transports urbains (SMTU), créé à cette occasion et unissant les quatre communes de l'agglomération à la Province Sud pour s'occuper de l'ensemble du transport urbain dans le Grand Nouméa. Cette nouvelle autorité organisatrice reprend donc à son compte la concession accordée depuis 1996 par le SIVU Transco à un groupement de transporteurs, le Groupement d'intérêt économique de Transports en commun d'enfants de Nouvelle-Calédonie (GIE-DETCE).

#### Le SIGN
Le Syndicat intercommunal du Grand Nouméa (SIGN), syndicat intercommunal à vocations multiples (SIVOM), a finalement été créé le 24 août 2005. Le 1er juillet 2010, le SIVOM a absorbé les compétences des SIVU des Eaux du Grand Nouméa (EGN) et du Traitement des ordures et déchets ménagers (TOM), deux organismes dissous par la même occasion. Il est présidé successivement par le maire de Nouméa Jean Lèques (Rassemblement) du 24 août 2005 au 16 août 2010, puis par le maire de Dumbéa Georges Naturel (Rassemblement) du 16 août 2010 au 29 octobre 2015, par le 1er adjoint puis maire de Païta Willy Gatuhau (Avenir ensemble puis Les Républicains calédoniens) du 29 octobre 2015 au 10 septembre 2020 et par le 3e adjoint au maire du Mont-Dore Maurice Pelage (Rassemblement) depuis le 10 septembre 2020. 
Ses missions et compétences sont : 
- renforcer l’intercommunalité du Grand Nouméa avec l’étude et le montage d’une structure intercommunale intégrée et financièrement autonome du type « communauté d'agglomération »,
- aménager l’espace communautaire avec une fonction d’observatoire urbain (avec notamment l'élaboration d’un schéma général d’aménagement et de cohérence de l’agglomération SGACA, la mise en place d'une planification spatiale et urbaine à caractère prospectif ou prescriptif, l'étude d’un plan de déplacement de l’agglomération et plus généralement de l’organisation générale et d’équipement du réseau de transports en commun de l’agglomération),
- assurer l'équilibre social de l’habitat (sur la base d'un programme de l’habitat pour le Grand Nouméa et de l'animation et de la coordination de la résorption de l’habitat insalubre),
- piloter le volet intercommunal du contrat d'agglomération,
- trois compétences après les dissolutions des SIVU en 2010 : 
  - gérer les problèmes d'approvisionnement en eau de l'agglomération,
  - s'occuper du service public du tri, du transport, du traitement et de la valorisation des déchets ménagers de l’agglomération du Grand Nouméa
  - la mise à l'étude de l'équipement du réseau et de l'organisation générale des transports en commun de l'agglomération, en favorisant la coopération entre les différentes autorités organisatrices par le biais d'un syndicat mixte.

Plus particulièrement, il étudie, gère la mise en place et contrôle les premiers établissements de services publics mis en commun par les quatre municipalités dans le cadre de ce dernier : 
- la création, décidée en mai 2008, d'un centre intercommunal d'incendie et de secours dans le quartier de Normandie au nord-est de Nouméa qui viendrait s'ajouter aux quatre centres déjà existants dans chaque commune[27] ;
- le déménagement, initialement prévu pour la fin 2009 mais finalement opéré le 1er septembre 2010, puis la gestion de la fourrière intercommunale animaux et véhicules, à l'origine basée à la baie de Tindu, zone semi-résidentielle à l'extrémité ouest de la presqu'île de Ducos, et désormais implantée dans de nouveaux locaux, plus vastes et plus modernes, construits sur un terrain de 2,15 ha cédés à la ville de Nouméa par la Province Sud en plein cœur de la zone industrielle de Ducos[28],[29],[30],[31] ;
- la gestion de l'ISD de Gadji, décharge publique de l'agglomération située à Païta doté d'un quai d'apport volontaire et qui a remplacé progressivement à partir de 2005 les CET de Ducos à Nouméa et du Mont-Dore qui restent des centres de transit et de tri (CTT)[20],[21],[22]. La Calédonienne de service public (CSP), filiale de Grandjouan Onyx puis de Veolia Propreté, est le délégataire chargé par le SIVU TOM puis le SIGN de ces missions de collecte et de stockage des déchets.

#### Le syndicat mixte
Un syndicat mixte des transports urbains (SMTU) du Grand Nouméa est créé à compter du 1er septembre 2010 entre la Province Sud et les quatre communes déjà unies dans le SIVOM. Le transfert des compétences des différentes autorités organisatrices a lieu progressivement : le jour même pour les transports scolaires (avec la dissolution du SIVU correspondant) puis le 1er janvier 2011 pour le transport public de la ville de Nouméa (et donc la gestion du contrat de concession du réseau urbain Karuïa Bus) et pour la gestion et l'entretien des points d'arrêt du réseau sub-urbain CarSud (la Province Sud restant propriétaire des terrains et bâtiments de gare routière de Montravel et site de dépôt de car de Normandie). Son but est ainsi d'harmoniser le service et la tarification entre ces trois réseaux, et d'aboutir à terme à leur fusion, ce qui est fait le 12 octobre 2019 avec le lancement des Transports en commun du Grand Nouméa (Tanéo).

### Contrats d'agglomération
Depuis 2000, les quatre communes ont signé deux contrats d'agglomération successifs avec l'État et la province Sud pour apporter un financement important aux opérations engagées dans ce cadre. 

#### Contrat 2000 - 2004[35]
Signé le 17 novembre 2000, il constitue une enveloppe de 14,2375 milliards de F CFP (119 310 250 €), dont 5,695 milliards (47 724 100 €, soit 40 % du total) fournis par l'État, 6 000 788 000 (50 286 603,44 €, soit 42,1 % du total) par les communes et 2 541 712 000 (21 299 546,56 €, soit 17,9 % du total) par la Province Sud. Ces fonds sont destinés à 48,3 % pour Nouméa, à 21,3 % pour le Mont-Dore, à 16,9 % pour Dumbéa et à 13,5 % pour Païta. 
Les objectifs fixés sont :
- l'aménagement urbain, et plus particulièrement :
  - l'habitat social pour répondre au besoin de 1 250 logements à construire par an selon l’analyse de l’Observatoire Urbain de mai 2000, 2 129 500 000 F CFP (17 845 210 €, soit 15 % du total) sont ainsi alloués pour acquérir et viabiliser du foncier, résorber l'habitat insalubre et notamment les squats et pour protéger le patrimoine.
  - les transports en commun afin de moderniser les réseaux existants, jugés obsolètes, peu fiables et couteux, par la définition de lignes et d’horaires fixes, d'une billetterie moderne, d'un matériel roulant respectant la sécurité et d'une tarification accessible aux plus démunis. L'enveloppe totale est fixée à 240 millions de Francs CFP (2 011 200 €), soit seulement 1,7 % du plan, et ces fonds sont uniquement destinés aux communes de la périphérie.
  - l'eau et l'assainissement afin de participer au financement de l'alimentation en eau des nouvelles zones d'habitat et d'activités (en dehors du projet du « Grand Tuyau », financé hors contrat) et de pallier  les retards en matière de politique d'assainissement tant pour desservir les quartiers construits (problèmes de santé et de salubrité publique), limiter les pollutions des plages et rivières, que pour viabiliser les zones d'urbanisation future avec la construction de stations d'épurations, la création du SIVU de collecte et de gestion des déchets et l'élaboration d'études d'impact sur l'environnement. 3 349 346 000 F CFP (28 067 519,48 €), soit 23,5 % du plan de financement total, cette enveloppe est surtout destinée à Nouméa (49,9 %) et le Mont-Dore (31,5 %).
  - les aménagements urbains et des espaces publics, afin de rééquilibrer le Grand Nouméa et éviter la constitution de « cités dortoirs », avec la création de véritables centres urbains groupant activités, emplois, équipements de proximité et services, dans les communes périphériques. Il s'agit essentiellement des projets « centre village » (développement, réhabilitation et embellissement du bourg central) à Païta, de la ZAC de Boulari (avec pour but d'en faire le véritable centre-ville de la municipalité) au Mont-Dore, du nouveau centre urbain de Koutio (qui doit accueillir 5 000 logements supplémentaires à côté du lycée du Grand Nouméa) à Dumbéa ou encore de la poursuite de la politique de requalification des espaces publics dans les quartiers populaires de Nouméa (Rivière Salée, Vallée du Tir, Faubourg Blanchot, Centre-ville, liaisons inter-quartiers, entre autres). La dotation pour cet objectif est de 1 230 904 000 F CFP (10 314 975,52 €), soit 8,6 % du total.
  - les équipements de proximité qui vont avec et pour lesquels 1 535 500 000 F CFP (12 867 490 €), et donc 10,8 % du total, sont consacrés, à savoir des infrastructures :
    - sportives (pour 635 millions de Francs pacifique, soit 5 321 300 € et 41,35 % de ce volet), visant à multiplier les équipements sportifs de proximité, les plateaux polyvalents attenants aux établissements scolaires, l'éclairage des terrains et la restructuration de l'existant notamment pour le mettre aux normes de sécurité actuelles,
    - socioéducatives, sanitaires et sociales (pour 416 millions de Francs pacifique, soit 3 486 080 € et 27,1 % de ce volet, l'essentiel de cette enveloppe est alors destiné à Nouméa), par la construction de maisons de quartier ou faré d'accueil dans les quatre communes, de maisons de musique à Nouméa, de salles de rencontre au Mont-Dore, de lieux couverts pour des réunions de soutiens scolaires ou de la vie associative à Dumbéa et de parcs de loisirs à Païta, ainsi que la participation au chantier de reconstruction de l'Aquarium des lagons de Nouméa,
    - culturelles (pour 484,5 millions de Francs pacifique, soit 4 060 110 € et 31,55 % de ce volet) comme la mise en place d'une bibliothèque à Païta et au centre urbain du Mont-Dore, d'une médiathèque à Koutio à Dumbéa, l'extension de celle de Rivière-Salée avec la réalisation d'une logithèque, la rénovation du Théâtre de l'Île, l'acquisition d'une scène mobile et la mise en place d'un bibliobus à Nouméa.

  - les équipements scolaires également nécessaires aux nouvelles zones d'habitat et pour répondre aux besoins nés de l'expansion urbaine (estimés à 24 classes pour Nouméa, 20 classes élémentaires, 18 maternelles et 3 cantines à Dumbéa, 21 classes élémentaires, 21 maternelles et 4 cantines au Mont-Dore et 24 classes élémentaires, 9 maternelles et 4 cantines à Païta). Le plan de financement prévoit à cet effet 1 721 750 000 F CFP (14 428 265 €), soit 12,1 % du total. Les dépenses sont alors plafonnées à 17,5 millions de Francs pacifique (146 650 €) par classe élémentaire et par cantine, et à 20 millions de Francs (167 600 €) par classe maternelle.
- le développement social, avec :
  - le développement d'outils d'insertion sociale et professionnelle de proximité pour les jeunes (par le biais d'un réseau associant l'Agence pour l'Emploi APE et la Mission insertion jeune MIJ, de régies de quartiers sur toutes les communes, de chantiers d'insertion, de bilans de compétences, de formations diverses et de l'alphabétisation) avec la mise en place d’un observatoire emploi-insertion pour suivre l'efficacité des mesures mises en œuvre. L'enveloppe prévue dans ce domaine est de 783,8 millions de Francs CFP (6 568 244 €), soit 5,5 % du total défini par le contrat, et plus des deux tiers est destiné à Nouméa seulement.
  - la prévention de la délinquance, par le biais d'un dispositif de concertation avec les institutions et l'élaboration d'un contrat local de sécurité, pour un budget de 208 millions de Francs pacifiques (1 743 040 €) et seulement 1,5 % du total du contrat. 93,75 % de ces allocations sont destinées à Nouméa.
  - la lutte contre l'échec scolaire, avec un dispositif de soutien et d'accompagnement des élèves en difficultés et l'élaboration d'un projet éducatif commun aux quatre communes sur la base du concept du « contrat éducatif local ». 495,7 millions de Francs CFP (4 153 966 €) sont prévus à cet effet, ce qui représente 3,5 % de la totalité du contrat.
  - des animations culturelles, consistant à faire fonctionner des ateliers de pratiques culturelles (lecture, théâtre, cirque, arts plastiques, musique, etc.), le café-musique Le Mou’v sur Nouméa mais aussi la Maison du Temps Libre de Dumbéa et les futures salles culturelle du Mont Dore et Païta, et à mettre sur pied une politique tarifaire et des facilités de communication adaptées. Pour ce faire, le montant de 376,5 millions de Francs CFP (3 155 070 €) a été établi, soit 2,6 % du montant global alloué.
  - des animations sportives, pour 207 millions de F CFP (1 734 660 €, 1,5 % du total), et socioéducatives, pour 386,5 millions (3 238 870 €, 2,7 % du total).
  - des actions sanitaires et sociales en faveur des plus démunis et des familles en difficulté par la prévention et par la prise en compte conjointe d'aides en faveur de la petite enfance, des personnes âgées, des personnes à la rue, en concertation avec la Province Sud (concernant les conditions d'accès au logement ou les réflexions en matière de tarification et de quotient familial). L'enveloppe est fixée à 559 millions de Francs pacifiques (4 684 420 €), ce qui correspond à 3,9 % du montant total.

Le reste du plan sert à financer les équipes opérationnelles (800 millions de Francs CFP, soit 6,704 millions d'euros et 5,6 % du total), les besoins de formation et le centre de ressources (76 millions, soit 636 880 € et 0,5 % du total) et les études et évaluation nécessaires à la réalisation des objectifs (138 millions, soit 1 156 440 € et 1 % du total).

#### Contrat 2006 - 2010[36]
Signé le 4 mars 2006, il constitue une enveloppe de 17 085 345 790 F CFP (143 175 197,72 €), dont 38,4 % fournis par l'État, 43,1 % par les communes et 18,5 % par la Province Sud. Ces fonds sont estimés à 48,3 % pour Nouméa, à 21,3 % pour le Mont-Dore, à 16,9 % pour Dumbéa et à 13,5 % pour Païta.
Il se décline en quatre axes majeurs :
- l'accompagnement de l’habitat social nouveau et la réhabilitation de l’habitat insalubre (RHI), pour un montant de 5,714 milliards de F CFP (47 883 320 €), soit un tiers (33,4 %) du financement total, pris en charge à hauteur de 45 % par l’État, de 24 % par les communes et de 31 % par la province Sud.
- la poursuite de l’aménagement des zones d’habitat existantes, pour un montant de 6,301 milliards de F CFP (52 802 380 €), soit près de 2/5e (36,9 %) du financement total, pris en charge à hauteur de 36 % par l’État, de 52 % par les communes et de 12 % par la province Sud.
- le développement social urbain, pour un montant de 4,254 milliards de F CFP (35 648 520 €), soit environ un quart (24,9 %) du financement total, pris en charge à hauteur de 32 % par l’État, 56 % par les Communes et de 12 % par la province Sud. L’action sociale urbaine se traduit par la mise en place de programmes structurés dans divers domaines :
  - l'animation des quartiers avec notamment le programme « Sport Action », des animations socioéducatives avec les centres de vacances et de loisirs ou encore le programme des cultures urbaines.
  - la prévention et l’insertion des jeunes par l'insertion sociale et professionnelle ainsi que par la musique avec l’appui des maisons de musique et du café musiques Le Mou’v ou la prévention de la délinquance.
  - l'accompagnement des personnes, notamment scolaire ou pour le relogement des familles issues des sites insalubres, ainsi que familial avec la mise en place d'un réseau d'assistantes maternelles.
- le volet intercommunal, mis en place par le SIGN, pour un montant de 816 millions de F CFP (6 838 080 €), soit 4,8 % du financement total, pris en charge à hauteur de 45 % par l’État, 40 % par les communes et 15 % par la province Sud.

#### Contrat 2011 - 2015[37],[38]
Signé le 18 mars 2011, le montant total de ses engagements financiers s'élève à 17 712 510 760 F CFP (148 430 840,17 €), dont 38,66 % provenant de l'État, 43,74 % des communes et du SIGN et 17,61 % de la Province Sud. Les fonds se répartissent ainsi : 36,48 % pour Nouméa, 20,27 % pour Dumbéa (qui connaît la plus forte augmentation de sa part et devient ainsi pour la première fois la deuxième commune de l'agglomération la mieux dotée du contrat), 16,34 % pour Païta, 14,48 % pour le Mont-Dore (une très forte baisse puisque cette commune passe de la deuxième place dans les contrats précédents à la quatrième) et 12,42 % pour le SIGN.